# Flore des îles Galápagos
Les îles Galápagos, grâce à leur éloignement de l'Amérique du Sud et leur colonisation tardive, possèdent une flore unique. Parmi les 875 espèces de plantes recensées sur les îles, 228 sont endémiques, mais toutes sont originaires de l'Amérique du Sud et se sont adaptées à l'environnement de l'archipel.
Le parc national des Galápagos fut créé dans le but de protéger cette biodiversité exceptionnelle et importante.

## Description générale
La flore des îles Galápagos varie selon le relief (et donc le climat) des différentes îles. Celle-ci est donc étagée suivant l'altitude.
Les zones côtières sont peuplées de plantes tolérant des taux élevés de salinité (palétuviers, pourpiers, myrtes et autres espèces aquatiques). Au-dessus est la zone aride, peuplée principalement de cactées (figuier de Barbarie, Cierge du Pérou) et de lichens. La zone humide d'altitude (ou zone des scalesias, d'après l'arbre de la famille des Asteraceae qui y prédomine) s'étend entre 200 et 500 mètres d'altitude; les robiniers, les goyaviers, la passiflore et les lichens y prospèrent. Au-dessus, la zone du miconia (une espèce invasive) est la principale zone de pâture et de culture (café, légumes, oranges et ananas) sur les îles habitées. Herbes et fougères se disputent le dernier étage, notamment la fougère arborescente des Galápagos, qui peut atteindre 3 mètres de haut.
Les plantes des îles Galápagos ont généralement des fleurs modestes à cause de la rareté d’insectes pollinisateurs à l'exception du Xylocope de Darwin (Xylocopa darwini).

## Espèces endémiques
Le coton de Darwin (Gossypium darwinii (en)) est une espèce de « cotonnier » trouvée sur les îles Galápagos. Des études génétiques indiquent que l'espèce la plus apparentée est le cotonnier créole (Gossypium barbadense), une espèce originaire d'Amérique, et il est supposé qu'une graine est arrivée d'Amérique du Sud soit transportée par le vent, soit tombée dans la fiente d'un oiseau ou associée avec des débris transportés par la mer.
Les six espèces d’Opuntia rencontrées dans l'archipel (dont l’Opuntia echios) sont toutes endémiques.
Les quinze espèces du genre Scalesia.

## Galerie

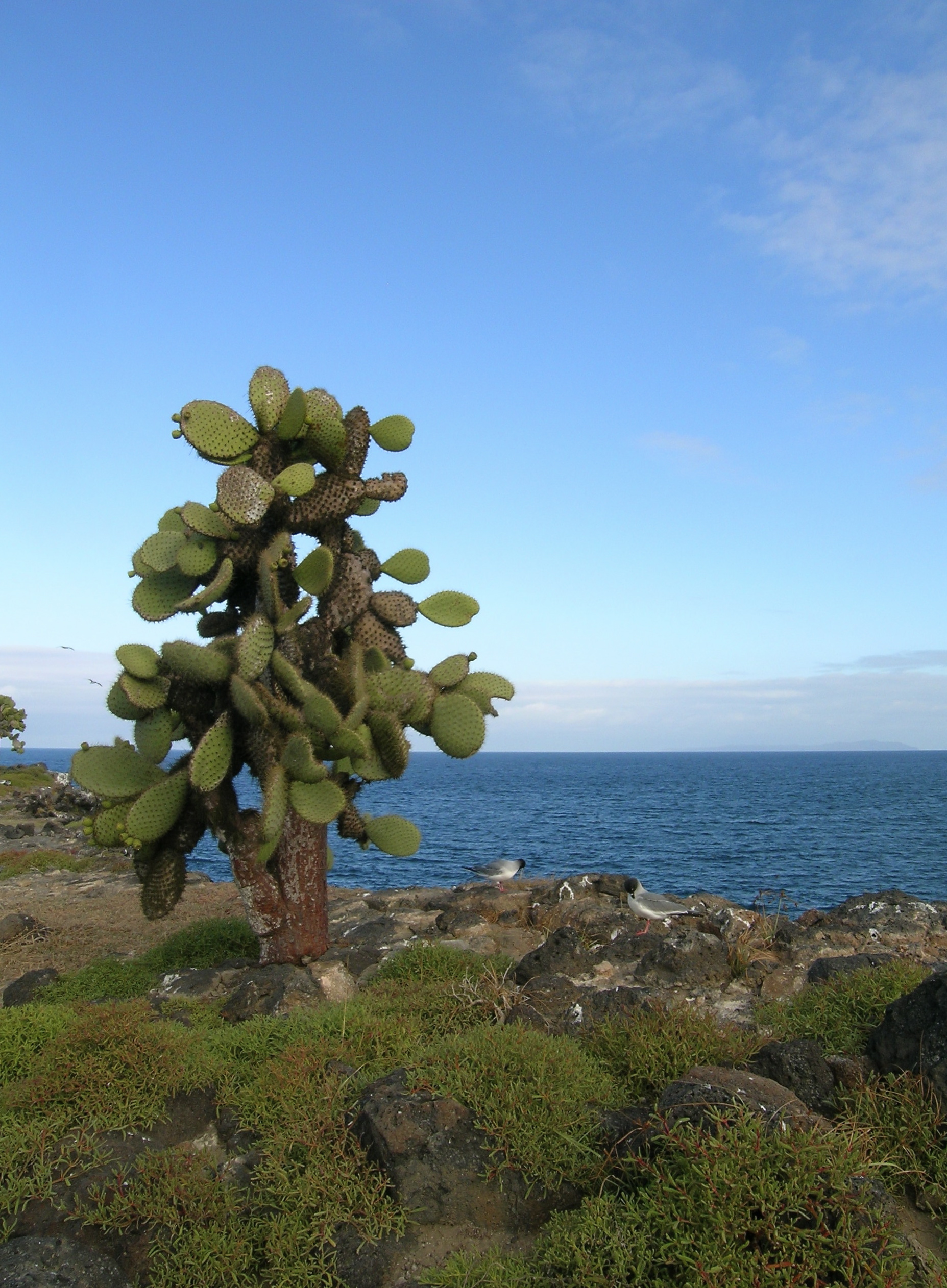
Opuntia echios var. barringtonensis, île Santa Fé.
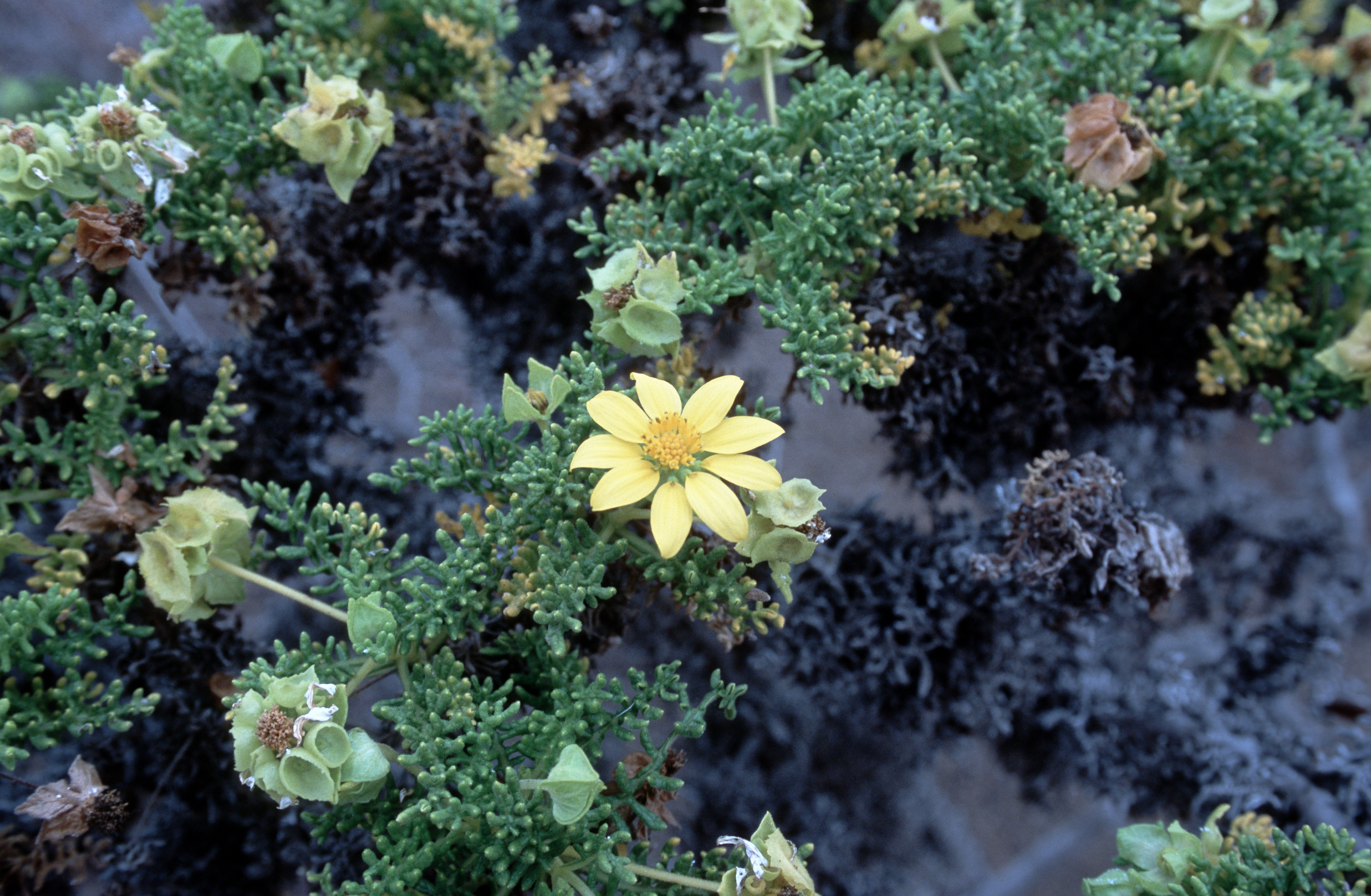
Lecocarpus pinnatifidus, île Floreana.
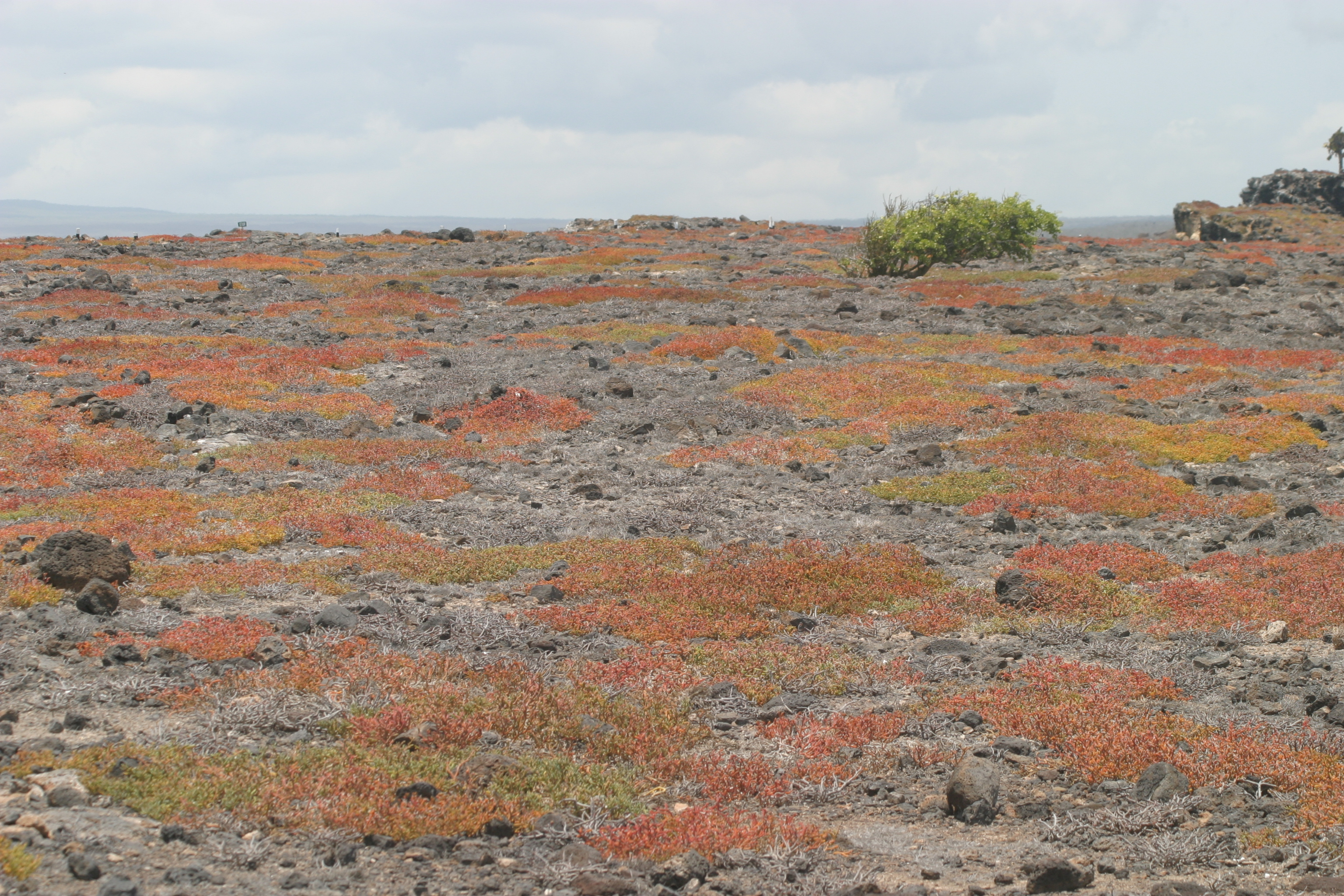
Sesuvium edmonstonei, îles Plaza.
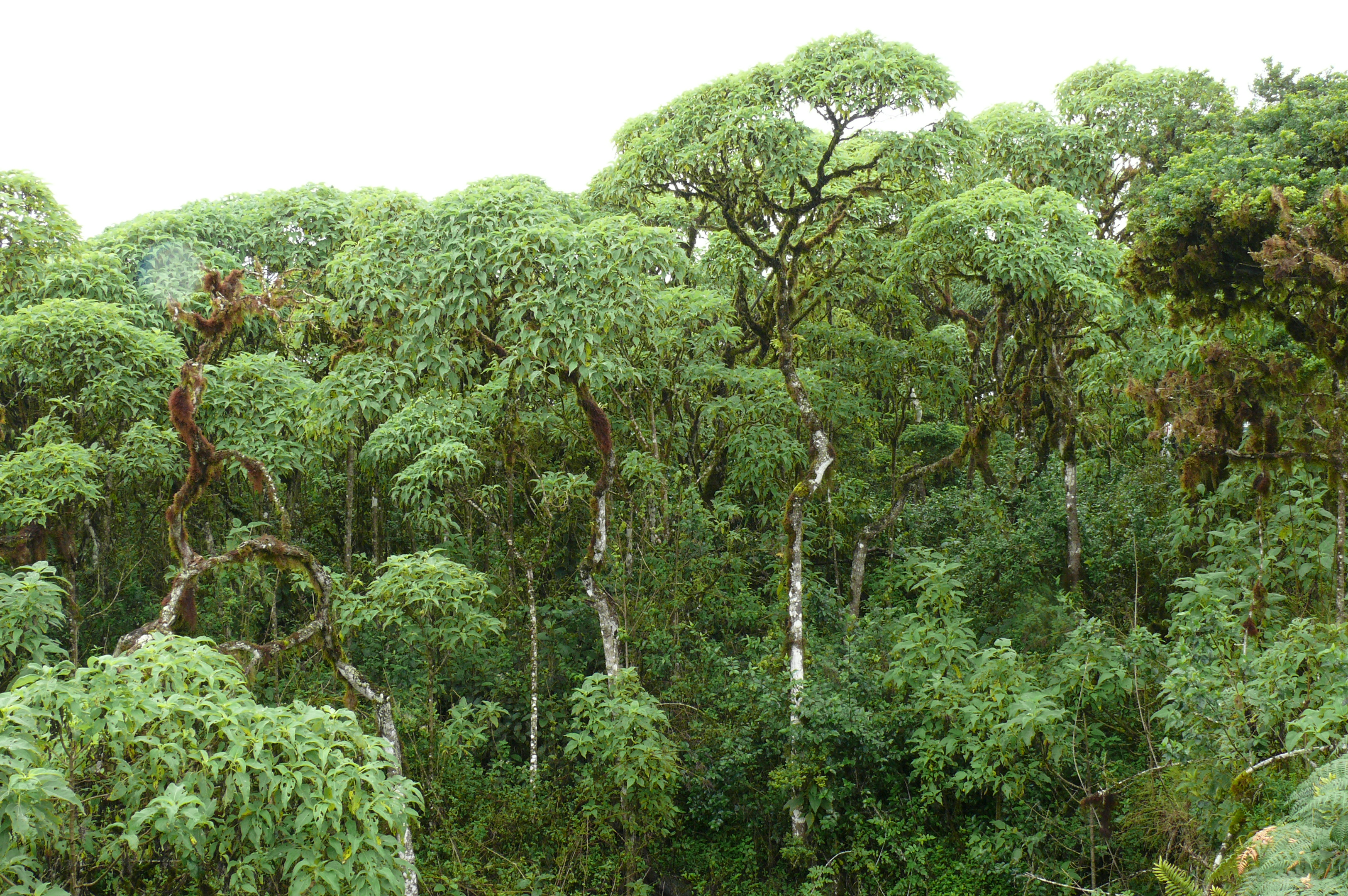
Scalesia pedunculata (en), île Santa Cruz.
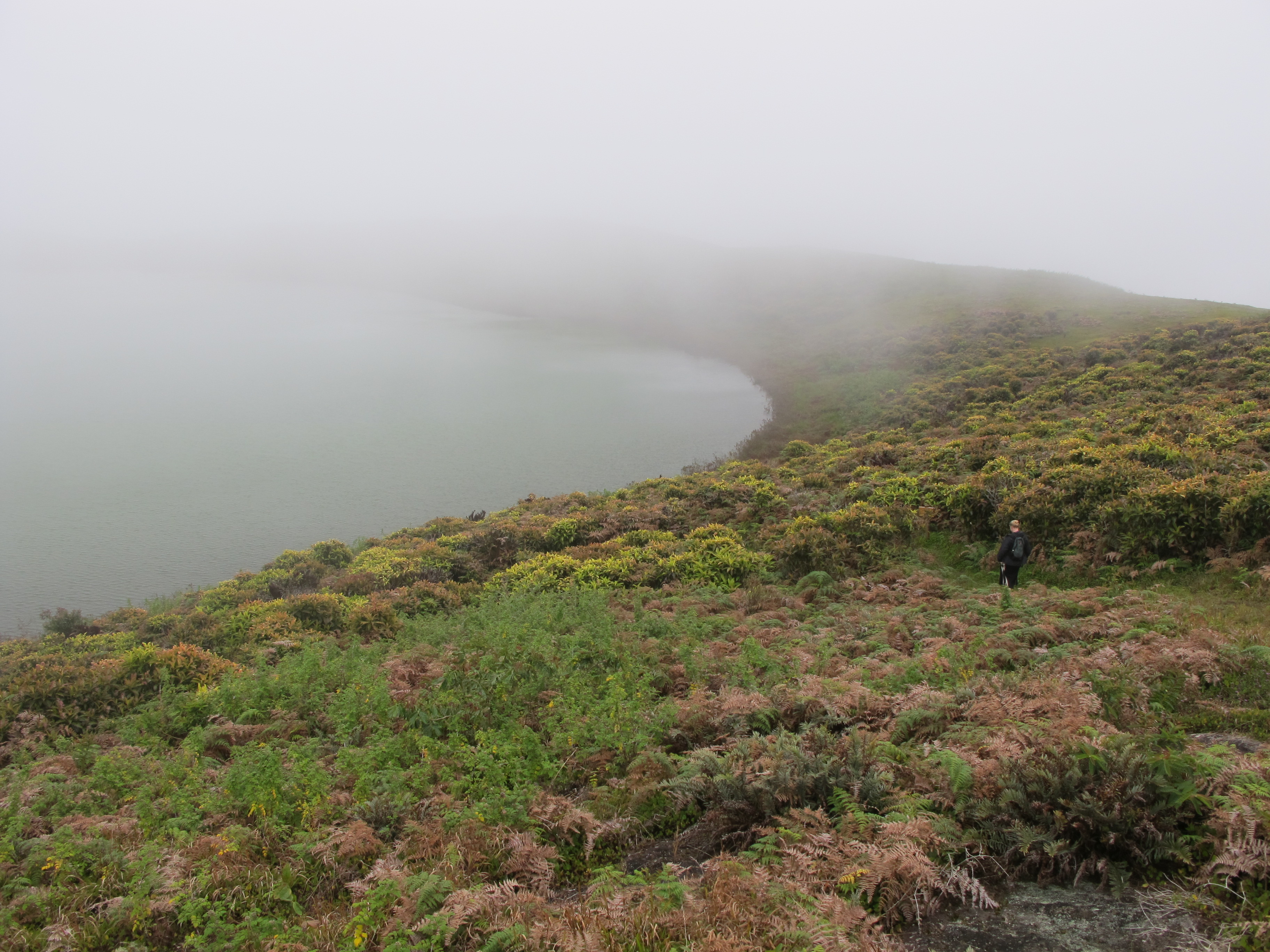
Rives d'El Junco, île San Cristóbal.
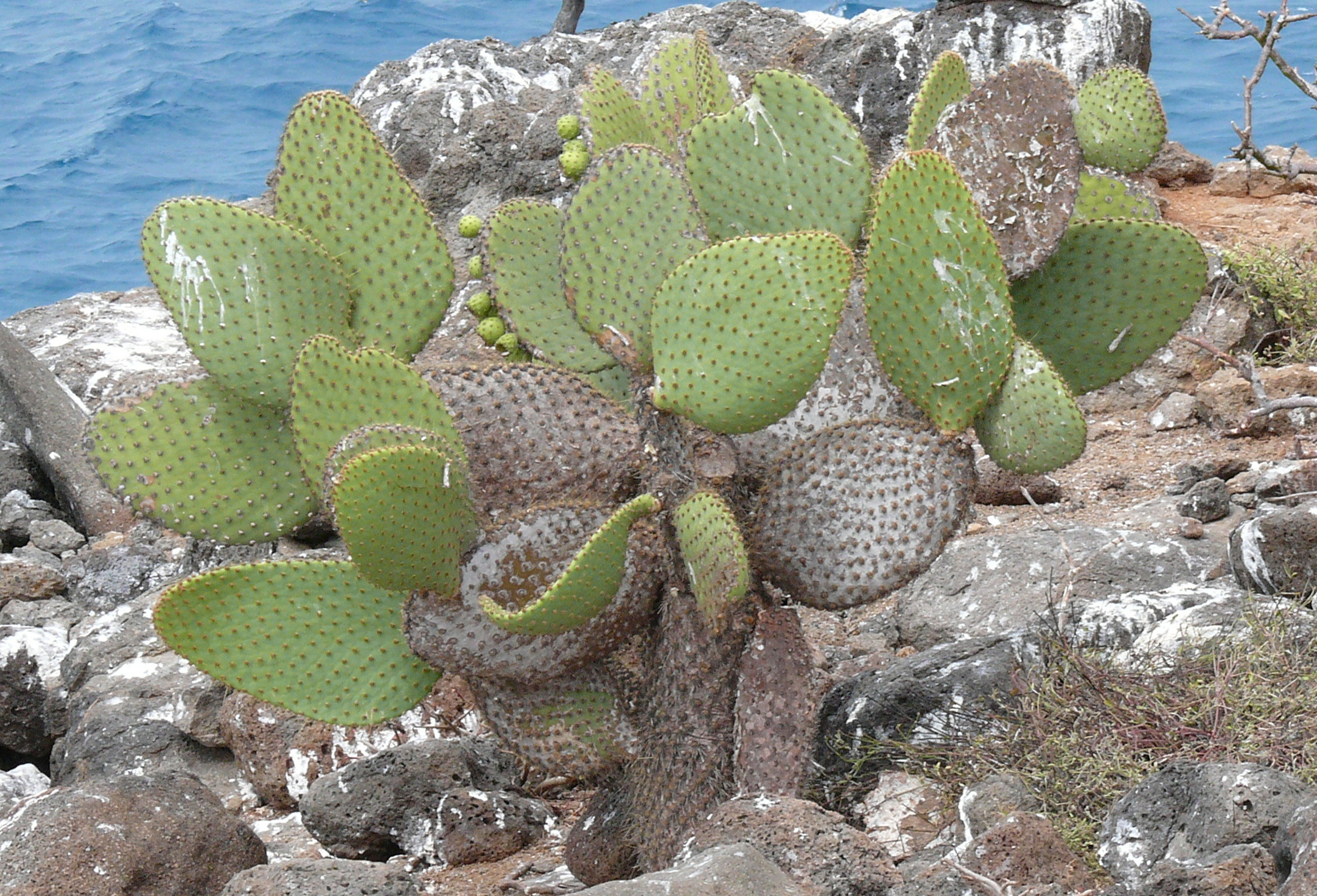
Opuntia echios var. zacana, île Seymour Nord.
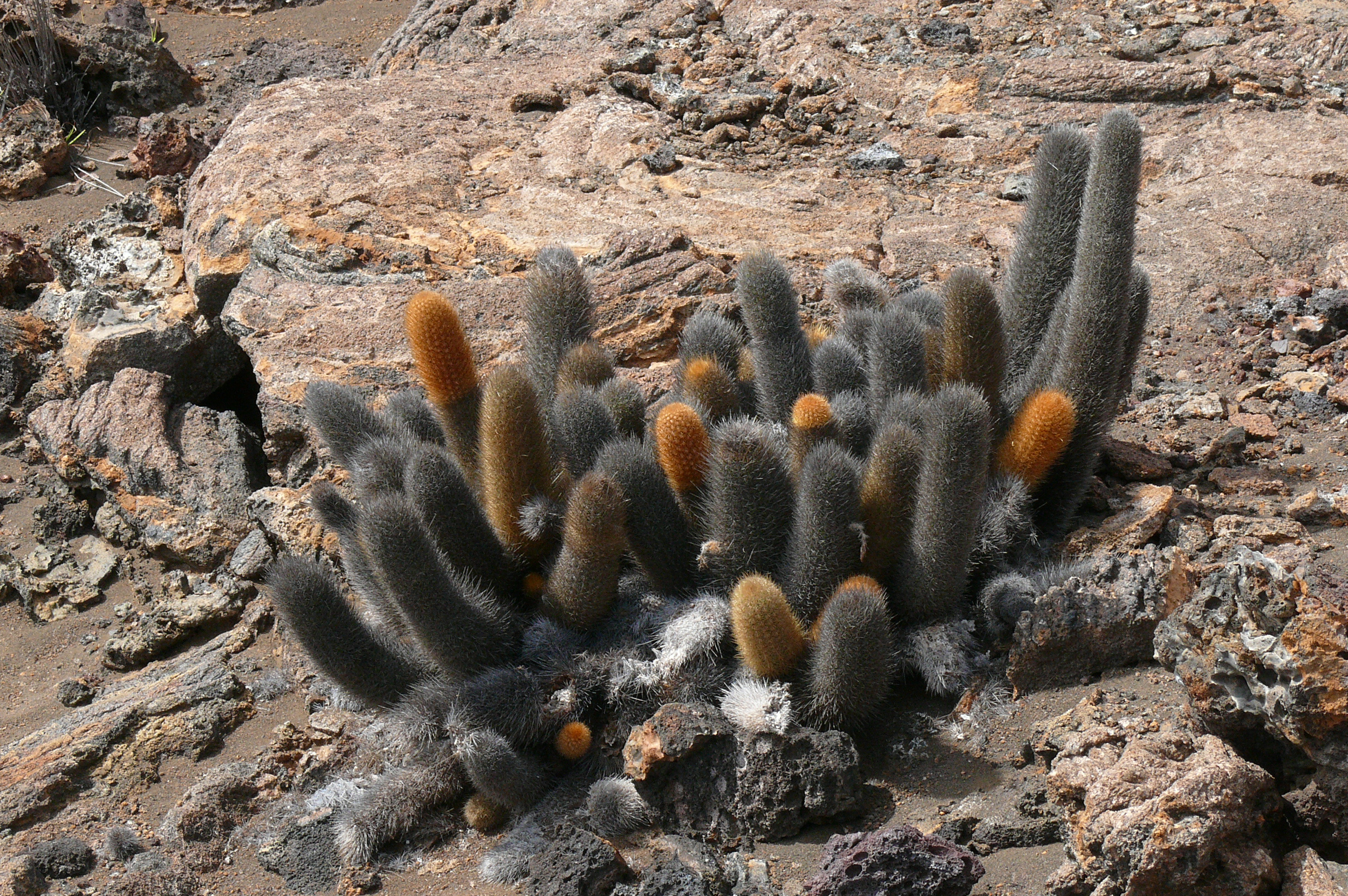
Brachycereus nesioticus, île Bartolomé.